# Gobiopterus brachypterus
Gobiopterus brachypterus es una especie de peces de la familia de los Gobiidae en el orden de los Perciformes.

## Morfología
Los machos pueden llegar a alcanzar los 2,9 cm de longitud total.

## Hábitat
Es un pez de Clima tropical y bentopelágico. 

## Distribución geográfica
Se encuentra en Australia, y las Filipinas

## Observaciones
Es inofensivo para los humanos. 